# Triangle (groupe)
Pour les articles homonymes, voir Triangle (homonymie).
Triangle est un groupe de rock progressif français. Le groupe est formé en 1967 et actif jusqu'en 1974. Il est l'un des premiers groupes de rock progressif français à se faire connaître du grand public,. Le groupe compte 300 000 albums vendus.

## Historique

### Débuts (1967–1968)
Le groupe, qui se forme au milieu de l'année 1967, est à l'origine un trio formé par Gérard Fournier (dit « Papillon ») à la basse et au chant, Pierre Fanen à la guitare et futur membre du groupe de jazz, Zoo, et Jean-Pierre Prévotat à la batterie. Cette première formation n'enregistre aucun disque.
Au cours de 1968, Pierre Fanen quitte le groupe. Il est remplacé par Alain Renaud à la guitare et au chant. C'est cette formation qui sort le premier 45 tours, avec des paroles en anglais. Le succès n'est pas au rendez-vous et Alain Renaud s'en va à son tour. Pour le remplacer arrivent François Jeanneau, aux claviers et au saxophone, et Paul Farges à la guitare. Cette nouvelle formation publie un 45 tours chanté pour la première face en français et la seconde en anglais. La face A, Elégie à Gabrielle, s'appuie sur un fait divers, le suicide de Gabrielle Russier, professeur de lycée amoureuse d'un de ses élèves. 

### Succès (1969–1973)
Le groupe ne tient que de fin 1969 à début 1970, pendant une période difficile. Triangle perd de nouveau son guitariste et ce départ marque l'arrivée de Marius « Mimi » Lorenzini et sa guitare. Ce nouveau quatuor est la formation « officielle » du groupe, la plus durable, de 1970 jusqu'au milieu de 1973, elle publie deux albums, le premier album est encore chanté majoritairement en anglais, ainsi qu'une poignée de 45 tours.
Triangle rencontre enfin le succès avec le titre Peut-être demain, que le groupe interprète dans le film de Claude Zidi, Les Bidasses en folie - dans lequel on trouve également Martin Circus. Le film est le meilleur succès au cinéma de 1971, en France, avec plus de sept millions d'entrées.
La presse de l'époque oppose les groupes Triangle, qualifié d'intellectuel et Les Variations, jugé plus insouciant. Pour les journalistes, Triangle et Ange se partagent le titre de « meilleur groupe français ». Les deux groupes ont le même directeur artistique: Claude-Michel Schönberg. François Faton Cahen de Magma et Jean-Michel Jarre participent au deuxième album, communément appelé Viens avec nous, du titre phare de l'album qui sort en 45 tours. Un an plus tard sort le 45 tours L'arbre de juin qui fait participer Daniel Balavoine pour les chœurs.
En 1972, le groupe est à Bobino et à l'Olympia, en première partie de Robert Charlebois. Le succès commercial induit tensions, mésententes et des divergences d'orientation au sein du groupe que Gérard Fournier (basse) quitte. Il tente une carrière solo mais sans succès. Pour le remplacer, les trois membres restants, dont seul Jean-Pierre Prévotat (batterie) est présent depuis le début de l'aventure, recrutent René Devaux à la basse, mais celui-ci ne chantant pas, Denis Duhazé, à la guitare et au chant, rejoint aussi le groupe. Avec l'apport de cette seconde guitare, le son du groupe se durcit, sans pour autant perdre les sonorités jazzy, dues aux cuivres de François Jeanneau. Le quintet publie le premier album à recevoir un titre, Homonymie, et quatre 45 tours. L'album est enregistré en partie aux Studios Abbey Road, et Stéphane Grappelli participe au titre Éloge de la folie.

### Séparation (1974)
Le groupe se dissout durant l'année 1974, après la publication d'un dernier 45 tours Un ticket pour.../Dis-moi, très mal distribué. Gérard Fournier meurt prématurément le 3 janvier 1989 des suites d'une septicémie d'origine pulmonaire. Jean-Pierre Prévotat, né en 1945, meurt le 27 janvier 2011. Le premier fut bassiste, et le second batteur, pour Johnny Hallyday.
Mimi Lorenzini, né en 1949, meurt le 12 décembre 2014 d'une crise cardiaque,. Un coffret sort en CD en 1997, reprenant l'intégrale du groupe.

## Discographie

### Participations
- 1977 : Mimi Lorenzini, François Jeanneau et Jean-Pierre Prévotat participent à l'album homonyme de Jacky Chalard (ex-membre de Dynastie Crisis), avec Magnum.
- 1997 : L'intégrale 1970-1973 (label Magic Record  - coffret de quatre CD, dont un composé d'inédits).

## Filmographie
- 1971 : Les Bidasses en folie, réalisé par Claude Zidi : apparition dans leurs propres rôles, ils jouent le morceau : Peut-être Demain.